# Evgeni Agrest
Pour les articles homonymes, voir Agrest.
Evgeni Agrest (né le 15 août 1966 à Vitebsk en Biélorussie) est un joueur d'échecs suédois d'origine biélorusse.

## Biographie
En 1994, après l'effondrement de l'URSS, il émigre pour la Suède.
En 1997, Agrest reçoit le titre de grand maître .
Il a remporté le championnat de Suède à quatre reprises, en 1998, 2001, 2003 et 2004, et celui des pays nordiques à trois reprises, en 2001 (ex æquo avec Artur Kogan), en 2003 avec Curt Hansen et 2005. Il a remporté la Rilton Cup, le plus important tournois suédois, en 2007-2008 ex æquo avec huit autres joueurs.
Il a défendu les couleurs de la Suède aux Olympiades d'échecs en 1998, 2000, 2002, 2004 et 2006 et 2008.